# Tobrilus findeneggi
Tobrilus findeneggi är en rundmaskart som beskrevs av Schiemer 1971. Tobrilus findeneggi ingår i släktet Tobrilus och familjen Tripylidae. Inga underarter finns listade i Catalogue of Life.